# Arbetarbröder
Arbetarbröder, eller egentligen Skapa Partiet, är en socialistisk kampsång med text av Erich Weinert och melodi av Hanns Eisler. Sången, som i tyskt original heter "Der Heimliche Aufmarsch", uppmanar i sin svenska översättning till skapandet av ett kommunistiskt parti. På originalspråk sjungs det om kampen mot hitlerismen.
Gruppen Knutna Nävar spelade in sången, översatt av medlemmen Maria Hörnelius, i början på 1970-talet, innan Kommunistiska Partiet hade blivit ett parti. Organisationen hette då KFML(r), där F:et stod för "Förbundet".